# 宝塚市立西山小学校
宝塚市立西山小学校（たからづかしりつ にしやましょうがっこう）は、兵庫県宝塚市野上6丁目2-1に所在する公立小学校。

## 沿革
- 1968年（昭和43年）4月1日 - 旧宝塚市立宝塚第一中学校跡に開校。

## 通学区域
- 大字蔵人、野上3丁目～6丁目、宝梅2丁目・3丁目、千種1丁目～4丁目、社町(4番(7・8・104号を除く)、5番～20番)[1]

※卒業後は基本的に宝塚市立宝梅中学校若しくは宝塚市立光ガ丘中学校に進学する。

## 通学区域が隣接している学校
- 宝塚市立逆瀬台小学校
- 宝塚市立宝塚第一小学校
- 宝塚市立良元小学校
- 宝塚市立仁川小学校
- 西宮市立上ケ原小学校
- 西宮市立苦楽園小学校
- 西宮市立山口小学校